# Tei argintiu
Tilia tomentosa Moench (tei argintiu, tei alb), este un arbore melifer care poate atinge 20–30 m înălțime. Are tulpină groasă brun-închisă. Acest arbore are frunze pe fața inferioară stelate, argintii, perișorii formând un toment des, vizibil de la distanță. Este răspândit în zonele calde , formând păduri de foioase și mixte. Privită de la distanță, forma coroanei este lat-piramidală. Este rezistent la poluare.

## Arbori notabili
Teiul lui Eminescu - un tei argintiu cu o vârstă de aproximativ 500 de ani, aflat în Parcul Copou din Iași. Arborele reprezintă unul dintre cei mai importanți arbori monument din România și constituie un simbol pentru orașul Iași.

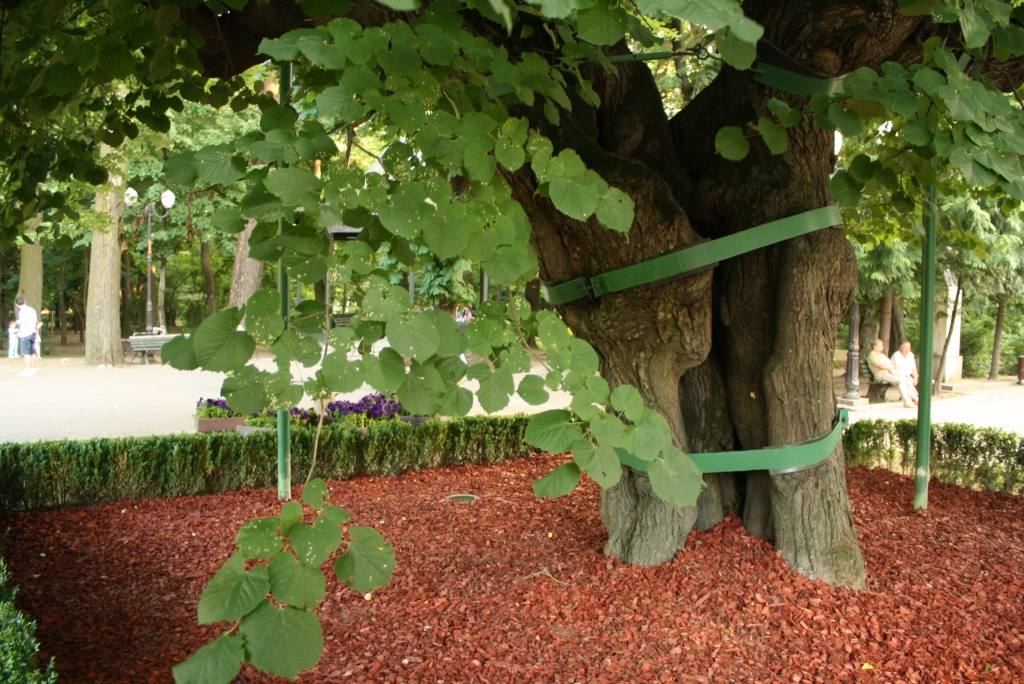
Teiul lui Eminescu, detaliu (iunie 2014)

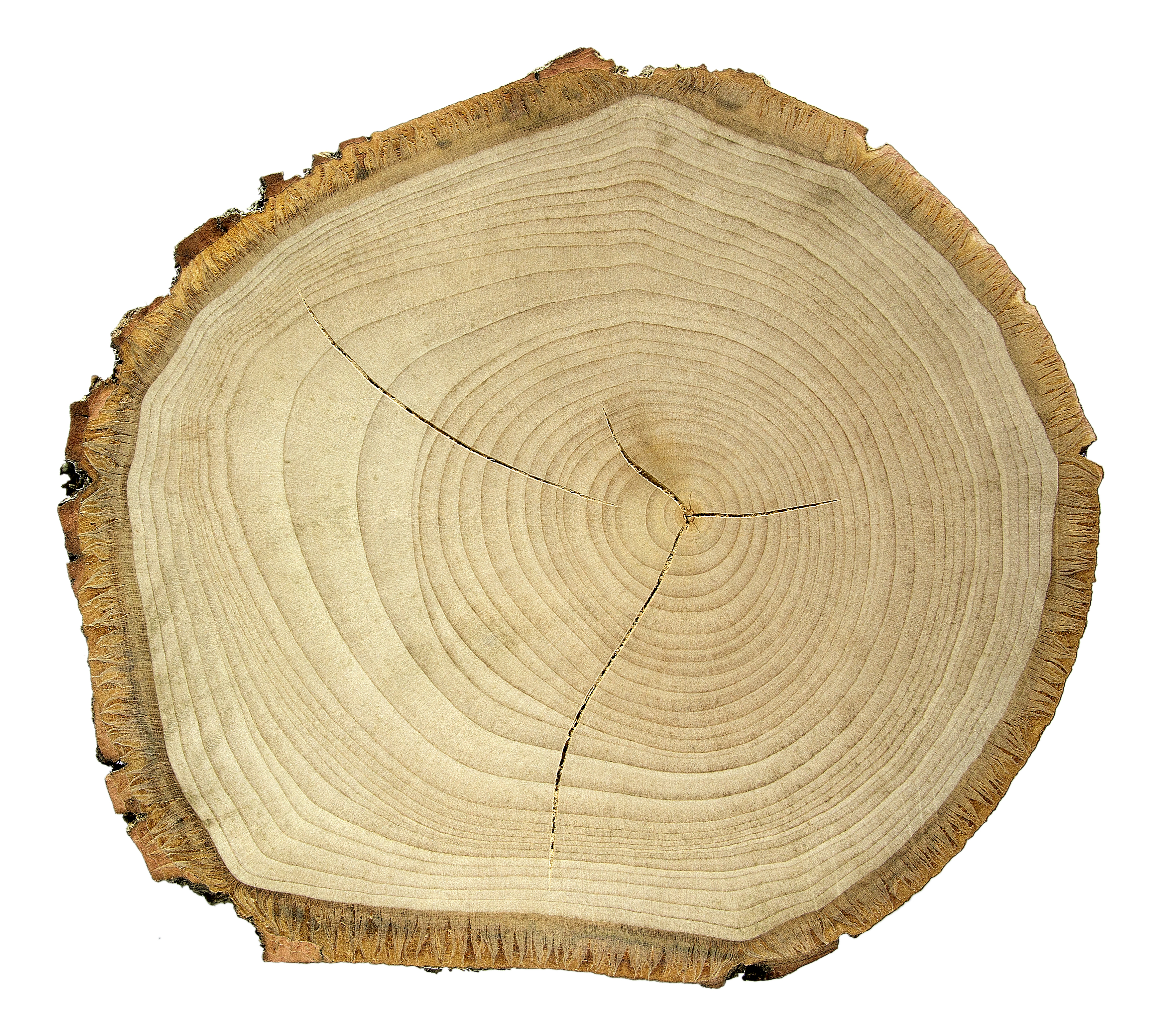
Tilia tomentosa - MHNT

## Legături externe
- en Tilia tomentosa - information, genetic conservation units and related resources. European Forest Genetic Resources Programme (EUFORGEN)